# Aspidoscelis angusticeps
Aspidoscelis angusticeps là một loài thằn lằn trong họ Teiidae. Loài này được Cope mô tả khoa học đầu tiên năm 1878.